# Frédéric Bonin-Pissarro
Pour les articles homonymes, voir Pissarro.
Frédéric Bonin-Pissarro ou Frédéric Pissarro (né en 1964 à Paris) est un peintre français. Il est depuis 2002 citoyen des États-Unis.

## Famille
Frédéric Bonin-Pissarro est le fils Sylvie et Claude Bonin-Pissarro, également peintre. C'est un arrière-petit-fils du « père de l’impressionnisme » Camille Pissarro. Sa sœur a pour prénom Lila. Marié, il a trois fils dont le premier est l'acteur Louka Meliava.

## Biographie
Frédéric a commencé l'apprentissage de l'art pictural par son père ; Jean Edelmann (de) exerça également une influence importante sur son style. En 1983-1984 Frédéric Bonin-Pissarro a étudié à l’École de Sèvres, puis de 1984 à 1988, il a étudié à l’École nationale supérieure des beaux-arts (ENSBA). Il y a fréquenté les masterclass de Jacques Yankel et de Antonio Segui. Au terme de ses études, il est parti s'établir à Cincinnati (Ohio, États-Unis). En 1989-90, Bonin-Pissarro a travaillé à des scénographies pour le Théâtre Populaire des Cévennes à Paris. De 1991 à 1994, il a dressé différents projets pour le parc d'attractions Planète Magique de Paris. De 1995 à 1997, il a enseigné à l'école artistique Faire de Gisors. Depuis 1998 il enseigne la mise en couleur, la conception des personnages, l'écriture de scénario, l’illustration, la composition et la mise en page à l’Art Institute of Cincinnati (AIC College of Design),. En 2009, The Art Institute of Cincinnati (en) lui a conféré un Associate Degree en graphisme,,. En 2015 et en 2017, il obtient respectivement un Bachelor of Arts et un Master in Arts, avec la mention summa cum laude de l'université d'État de Morehead.
En 2017, il est nommé professeur au College of Fine Arts de l'Université du Nevada à Las Vegas.

## Œuvres

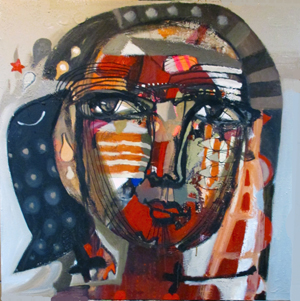
Ladyn'Bird par Frédéric Bonin-Pissarro

Frédéric Bonin-Pissarro s'inscrivit d'abord dans la peinture néo-impressionniste, à laquelle il incorpora des éléments du fauvisme ; puis par l'adoption d'une ligne claire et de couleurs plus prononcées, ses compositions ont gagné en complexité ; motifs, points et lignes ont fait leur apparition dans ses œuvres, désormais considérées comme relevant de l'Art abstrait moderne. Ses premiers tableaux manifestent des représentations de visage expressif, d'art animalier, et de nature morte à l'aide de couleurs à l'huile ou acryliques. Lui-même décrit son style comme « figuratif expressif. »

### Œuvres picturales (sélection)
| | |
| - Mouffetard St Market, Paris - Two Minds, One Vision - Cow Love - Keeping It Together - The Flip Side Of Love - Urban Bird - Sending Love - Happy Projections - Innocence - Lady With Bird - Modern Beauty - Petit Mother | - Doubletake - Family Bliss - Takes Two To Tango - Family Love - Peace With Nature - Love Bird - Connected - Maternite - Amaman - Modern Family - Complex Relationships - Party Bird |

### Expositions (sélection)
Frédéric Bonin-Pissarro a exposé ses œuvres lors des expositions suivantes :
| | |
| - Salon des Indépendants, Société des artistes indépendants; Paris 1990 - Salon Comparaison; Paris 1992 - Salon de May, Paris 1993 - Salon de Mars; Paris 1993 - Salon de Bagneux (juried); Paris 1994 - Galerie de Synthese; Paris 1994 - Galerie de Beaux-Arts, Paris 1994 - Salon de Vitry; Paris 1995 - Galerie du C.R.O.U.S.; Paris 1996 - Galerie Jeanne Masson, Paris 1997 - Opus Gallery; Cleveland (Ohio) 1998 - Marquette Gallery, Cincinnati (Ohio) 1998 - Gallery Adrienne; San Francisco (Califirnia) 1999 - Fourway Gallery; Martha’s Vineyard (Massachusetts) 1999 - Debruyne Gallery; Naples (Florida) 2000 - Art Factory; Rockford (Illinois) 2000 - Wally Findlay Gallery; Chicago (Illinois) 2001 - Marquette Gallery; Madeira (Ohio) 2001, | - Wally Findlay Gallery; Chicago, New York, Palm Beach, London 2002–2009 - Titus Fine Art; Beverly Hills (California) 2005–2012 - The Pinacle; East Tsimshatsui (Hong Kong) 2011 - Festival International d'Art Singulier Contemporain, Grand Baz’Art; Eure France 2011, - Musee Prive; Paris 2011, - Outsider Gallery; French Town (New Jersey) 2011 - Greenwich Gallery; Cincinnati (Ohio) 2011 - Kings Wood Art Print Edition, dreijähriger Vertrag 2012 - Inauguration Galerie 30; Cannes 2012 - The Nursery Rhyme Project, conservateur de Dion Hitchings; New Jersey 2012 - Gallery Artisti; Paris 2012, - Commission for last Pei building, Bangkok 2012, - Lille International Contemporary Art Fair (10 Gemälde), Lille 2012 - Acala Gallery (Einzelausstellung); Bangkok 2012 - The TOY Show, kuratiert von Dion Hitchings; New Jersey 2012 - Artop Gallery, Lille 2013 |

### Publications
Frédéric Bonin-Pissarro fait des illustrations pour les livres suivants :
- Matt Ackermann: Antoine's Ault Park Adventure. 2008[18]
- Missy Griffin : Gigi’s Window. 2010[19]
- Marion K. Allman" Hi! My Name is Casey. 2010[20]

## Prix
La clé de la ville de Cincinnati en 2001 